# Aeroclube de Bagé
O Aeroclube de Bagé, sigla (SIBK), é um aeroclube brasileiro que está localizado na cidade de Bagé, no estado do Rio Grande do Sul.